# Groß Offenseth-Aspern
Pour les articles homonymes, voir Aspern.
Groß Offenseth-Aspern est une commune allemande du Schleswig-Holstein, dans l'arrondissement de Pinneberg.